# Yilan, Harbin
Yilan, även känt som Sansing, är ett härad under provinshuvudstaden Harbin i Heilongjiang-provinsen i nordöstra Kina.
Ortens namn går tillbaka på det manchuiska namnet Ilan hala, som betyder "tre klaner" och gett upphov till det kinesiska namnet Sanxing, med samma betydelse. Under Qingdynastin var Yilan en viktig garnisonsstad i Manchuriet och 1692 blev det säte för en ställföreträdande generallöjtnant (fu dutong) i de Åtta fänikorna som hade ansvar för att bevaka den nordöstra delen av Jilin.
Orten öppnades för utrikeshandel 1909 enligt ett fördrag med Japanska imperiet.